# Johnny Gertze
Johnny Gertze (* 1937; † 1983) war ein südafrikanischer Jazzmusiker (Kontrabass, auch Trompete, Gitarre und Saxophon).
Gertze war Mitglied der Jazzszene von Kapstadt, wo er zunächst als Bläser reüssierte. Im Quartett von Tony Schilder wechselte er zum Bass. Ab 1958 spielte er im Quartett mit Kippie Moeketsi, Abdullah Ibrahim und Makaya Ntshoko. Mit ihnen wurde er Mitglied der südafrikanischen All-Stars-Gruppe Jazz Epistles. Mit Ibrahim und Ntshoko ging er 1962 nach Europa, um dort als Jazzmusiker zu arbeiten. Das Trio spielte ein Jahr lang in Zürich und tourte dann in Europa, wo er auch mit Sathima Bea Benjamin und später mit Joe Haider arbeitete. 1968 kehrte er nach Südafrika zurück, wo er mit Musikern wie Winston Mankunku und Mike Perry wirkte. Er starb an den Folgen eines Hirntumors.

## Diskographische Hinweise
- Jazz Epistles Verse 1 (1959, mit Kippie Moeketsi, Hugh Masekela, Jonas Gwangwa, Abdullah Ibrahim, Makaya Ntshoko)
- Abdullah Ibrahim Duke Ellington Presents the Dollar Brand Trio (1963)
- Dollar Brand (Abdullah Ibrahim) Round Midnight at the Montmarte (1965)
- Sathima Bea Benjamin: A Morning in Paris (Enja, 1963)